# Aleksandar Ristić
Aleksandar Ristić (* 28. Juni 1944 in Sarajevo) ist ein ehemaliger jugoslawischer Fußballspieler und jugoslawischer sowie bosnischer Trainer. Seit 1974 war er im deutschen Fußball tätig; anfangs als Spieler, später als Trainer.

## Karriere

### Spieler
Ristić spielte bis 1974 bei Velež Mostar, Hajduk Split und dem FK Sarajevo. Im Jahre 1974 wechselte der ausgebildete Sportlehrer in die deutsche Bundesliga – der Trainer Branko Zebec machte ihn bei Eintracht Braunschweig zu seinem Assistenten. Im Mittelfeld der Eintracht absolvierte er von 1974 bis 1978 78 Ligaspiele und erzielte drei Tore. Hinzu kamen vier Einsätze im Europapokal.

### Trainer
Auch als Trainer arbeitete er zunächst 1980 unter Zebec kurzzeitig als Co-Trainer beim Hamburger SV und wurde nach dessen Entlassung für ein halbes Jahr Cheftrainer. Danach war er wieder Co-Trainer unter Ernst Happel bis 1983. Es folgten knapp zwei Jahre als Cheftrainer bei Eintracht Braunschweig, wo er im Frühjahr 1985 nach Problemen mit dem Präsidenten der Eintracht Günter Mast entlassen wurde.  Er kehrte danach als Co-Trainer zum HSV zurück. Ab 1987 war er dreieinhalb Jahre Cheftrainer bei Fortuna Düsseldorf, ab Januar 1991 anderthalb Jahre beim FC Schalke 04. Im Sommer 1992 kehrte er für viereinviertel Jahre zu Düsseldorf zurück. Aufgrund seiner langen Tätigkeit für Düsseldorf nannten ihn die Fans dort König Aleks. Der Song Hier kommt Alex von der Düsseldorfer Band Die Toten Hosen handelt zwar nicht von dieser Trainerlegende, wurde jedoch von den Fans entsprechend auf ihn gemünzt. Sein drittes und letztes Intermezzo als Trainer von Fortuna Düsseldorf gab er für sechs Monate bis zum Ende des Jahres 2000, wo er aber wegen Erfolglosigkeit entlassen wurde.
Von 1998 bis 2003 war Ristić mit einer Unterbrechung (2000/01) Trainer bei Rot-Weiß Oberhausen. Seine bislang letzte Station im Profi-Fußball beim 1. FC Union Berlin im Jahr 2004 dauerte nur wenige Monate, da die Mannschaft aus der zweiten Fußball-Bundesliga abstieg. In der Saison 2007/08 kehrte Ristić wieder auf die Trainerbank zurück. Der Bosnier unterschrieb beim Oberligisten KFC Uerdingen 05 als Nachfolger von Jürgen Luginger einen Vertrag, der allerdings bereits am 22. März 2008 in beiderseitigem Einvernehmen vorzeitig aufgelöst wurde. Seither hat er kein Angebot mehr angenommen und inzwischen seine Trainerlaufbahn beendet.
Bekannt war Ristić auch dafür, dass er stets ein paar Bonbons einsteckte, von denen er jeweils vor Spielbeginn dem Schiedsrichtergespann welche anbot.
Der Stern schrieb 2005 über Aleksandar Ristić: „Er galt als einer der unterhaltsamsten Trainer der Fußballbundesliga: Der Bosnier, höchst beliebt bei Fans und Medien, trieb so manchen Clubchef zur Verzweiflung.“

## Privatleben
Aus seinem Wechsel in die Bundesrepublik Deutschland wurde eine Einwanderung; Ristić lebte von 1987 bis 2012 mit seiner Frau und seiner Tochter in Düsseldorf, danach war er in München wohnhaft, wo seine Tochter studierte. Später zog er nach Dubrovnik in Kroatien.

## Erfolge
- Hamburger SV (Co-Trainer)
Europapokal der Landesmeister (1): 1982/83
Deutscher Meister (3): 1978/79, 1981/82, 1982/83
Deutscher Vizemeister (3): 1979/80, 1980/81, 1986/87
DFB-Pokalsieger (1): 1986/87
- Fortuna Düsseldorf (Trainer)
Aufstieg in die Bundesliga (2): 1988/89, 1994/95
Aufstieg in die 2. Liga (1): 1993/94
DFB-Pokal-Halbfinale (1): 1995/96
DFB-Pokal-Achtelfinale (1): 1987/88
- FC Schalke 04 (Trainer)
Aufstieg in die Bundesliga (1): 1990/91
- Rot-Weiß Oberhausen (Trainer)
DFB-Pokal-Halbfinale (1): 1998/99